# FL3
Le FL3 est une flavagline de synthèse qui présente de puissants effets anticancéreux et cardioprotecteurs. 
D’une part ce composé induit l'apoptose des cellules cancéreuses HL60 sans faire intervenir les caspases classiquement impliquées dans l'apoptose, mais en induisant la translocation de l'Apoptosis Inducing Factor (AIF) des mitochondries vers le noyau et de la caspase-12 du réticulum endoplasmique également vers le noyau.Ce mode d'action suggère que le FL3 pourrait présenter un potentiel original pour traiter des cancers résistants aux traitements actuels.
D’autre part, le FL3 atténue les effets secondaires au niveau cardiaque d’un médicament très utilisé en oncologie, la doxorubicine. Bien que la cible moléculaire des flavaglines demeure inconnue, le mécanisme de cette cardioprotection implique la phosphorylation de la protéine chaperonne Hsp27. Ces observations suggèrent que les flavaglines, et notamment le FL3, pourraient prévenir la cardiotoxicité des anthracyclines tout en augmentant leurs effets anticancéreux.